# Зелені Луки
Зелені Луки (біл. Зялёныя Лукі) — село в Урицькій сільській раді Гомельського району Гомельської області Республіки Білорусь.

## Географія

### Розташування
За 10 км на північний захід від обласного центру та залізничної станції Гомель-Пасажирський (на лінії Жлобин — Гомель).

## Гідрографія
На північному сході та сході — меліоративні канали, сполучені з річкою Беличанка (притока річки Уза).

## Транспортна мережа
Транспортні зв'язки дорогою, потім шосе Довськ — Гомель. Планування складається із прямолінійної меридіональної вулиці, забудованої дерев'яними будинками садибного типу.

## Населення

### Чисельність
- 2009 — 36 мешканців.